# Премія культури Німецького товариства з фотографії

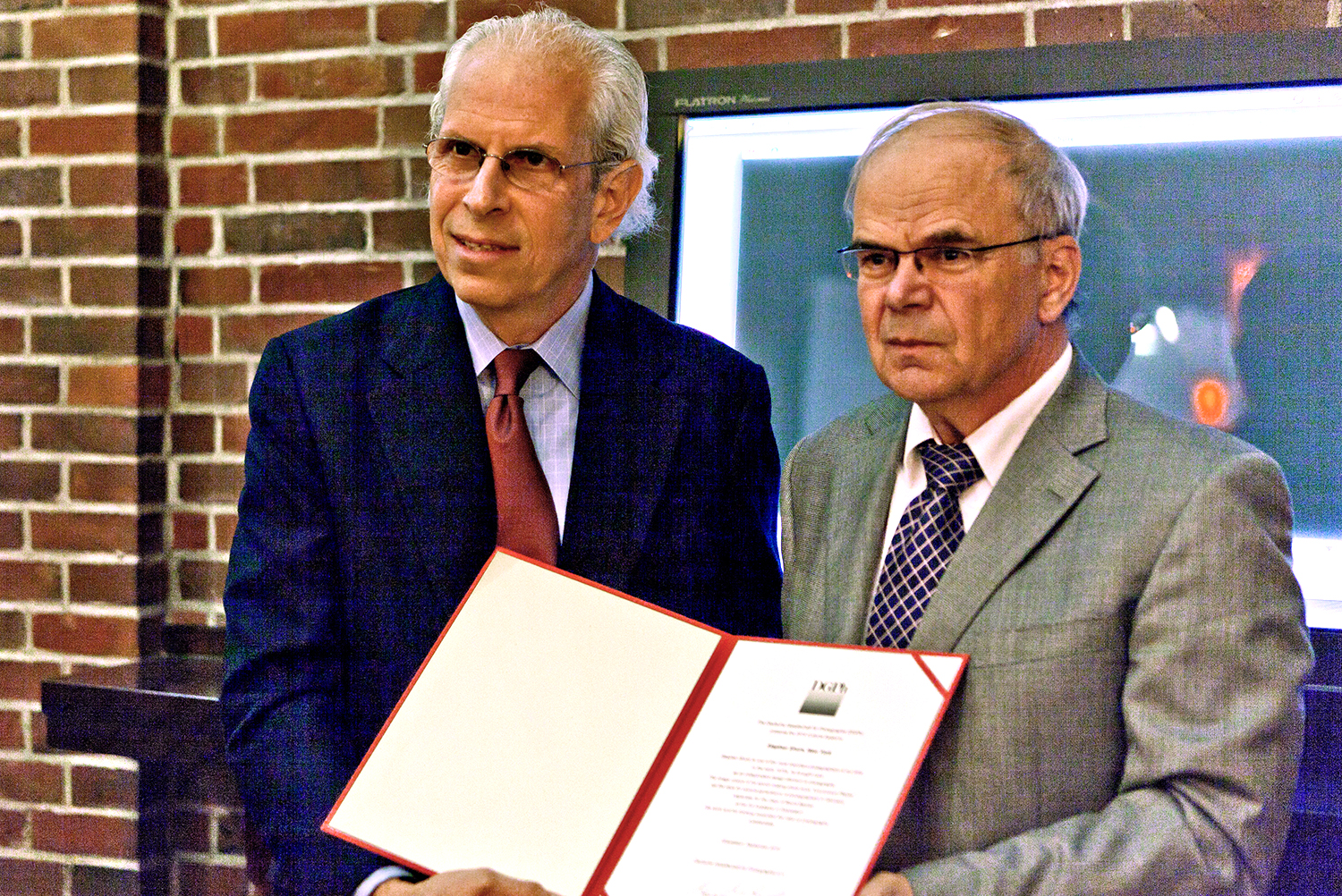
Вручення Премії культури Німецького товариства з фотографії

Премія культури Німецького товариства з фотографії (нім. Kulturpreis der Deutschen Gesellschaft für Photographie)  — вища відзнака Німецького товариства з фотографії (DGPh).
Нагорода заснована 1958 року. Присвоювалася щороку.
Канцлер Федеративної Республіки Німеччини Г. Шредер вважав, що ініціація премії продемонструє «значні відкриття, що були досягнуті за допомогою фотографії особливо у мистецтві, гуманітарних, соціальних, технічних, освітніх та наукових галузях».